# Армянское Возрождение
Армя́нское Возрожде́ние, Армя́нский Ренесса́нс (арм. Հայկական վերածնունդ) — условный термин в культуроведении и исторической науке обозначающий период истории армянской культуры с X по XIV столетия.
Наступил после изгнания арабов из Армении, когда в 885 году в результате череды восстаний армянам наконец-то удалось восстановить Армянское царство во главе с Ашотом I Багратуни, ознаменовав начало нового золотого века в армянской истории. Таким образом уже с середины IX и X века возникают предпосылки для армянского Возрождения. В это время возникли благоприятные условия для развития торговли, ремёсел, возрождения городской жизни. При Ашоте III (953—977) столица царства — город Ани — превратился в один из крупнейших и красивейших городов Востока. Особого расцвета Ани достиг в царствование Гагика I (989—1020).

## Деятели Армянского Возрождения

### Художественная литература
- Григор Нарекаци (951—1003)[4]
- Вардан Айказн
- Нерсес Шнорали (около 1100—1173)
- Григор Марашеци
- Григор Тха (около 1133—1193)
- Нерсес Ламбронаци (1153—1198)[1]
- Вардан Айгекци (дата рожд. неизв. —1250)
- Ованес Аркаехбайр (1220-е —1289)
- Ованес Ерзнкаци (1230—1293)
- Фрик (около 1230-е—1310-е)
- Костандин Ерзнкаци (около 1250-е—1314/1328)
- Хачатур Кечареци (1260—1331)
- Мовсес Ерзнкаци (около 1250-е—1323)
- Киракос Ерзнкаци (около 1270—1356)
- Тертер Ереванци
- Ованес Тлкуранци

### Историография
- Товма Арцруни[4]
- Ованес Драсханакертци (между 845/850—около 929)[4]
- Ухтанес (около 935—1000)
- Мовсес Дасхуранци
- Шапух Багратуни
- Аноним Арцруни
- Степанос Таронаци
- Аристакес Ластиверци (до 1022—между 1072/1087)
- Матеос Урхаеци (вторая половина XI века — 1144)
- Самуел Анеци (около 1100/1105—1185/90)
- Мхитар Гош (1120 гг.—1213)
- Мхитар Анеци (вторая половина XII века)
- Ованнес Тавушеци (1181—1251)
- Вардан Аревелци (около 1198—1271)
- Ованес Авагерец
- Киракос Гандзакеци (около 1200—1271)
- Смбат Спарапет (1208—1276)
- Мхитар Айриванеци
- Ваграм Рабуни
- Степанос Епископ
- Гетум (середина 1240-х—1310-е)[1]
- Григор Акнерци (около 1250—1335)
- Степанос Орбелян (дата рожд. неизв. —1304)
- Нерсес Палианенц (дата рожд. неизв. —1367)
- Аноним Себастаци

### Богословие
- Хосров Андзеваци (дата рожд. неизв.—около 963)
- Анания Мокаци (около 900—968)
- Анания Нарекаци (дата рожд. неизв.—около 980-е)
- Самуэл Камрджадзореци
- Ованес Козерн
- Анания Санахнеци (дата рожд. неизв. — 1070-е)
- Погос Таронеци (дата рожд. неизв.—1123)
- Ованес Имастасер (1045/1050—1129)[1]
- Акоп Санахнеци (дата рожд. неизв. — 1085)
- Саркис Шнорали
- Давид Кобайреци (около 1150—1220)
- Григор Скевраци (около 1160/1170—1230)
- Ваграм Рабуни
- Геворг Скевраци (около 1246—1301)
- Мовсес Ерзнкаци (около 1250-е—1323)
- Ованес Арджишеци (дата рожд. неизв. —1327)
- Мхитар Саснеци (1260—1337)
- Ованес Воротнеци (1315—1386)
- Григор Татеваци (около 1346—1409)

### Языкознание
- Григор Магистрос (ок. 990—1059)[7]
- Аристакес Грич
- Ованес Ерзнкаци Плуз (ок. 1230—1293)[1]
- Ованес Цорцореци (1270-е—1338)

- Есаи Нчеци (1260/1265—ок. 1338)
- Геворг Скевраци (XIII — 1301)
- Ованес Крнеци (1290/1292—1347)
- Вардан Аревелци (ок. 1198—1271)

### Философия
- Погос Таронеци (дата рожд. неизв.—1123)
- Ованес Имастасер (1045/1050—1129)
- Давид Кобайреци (около 1150—1220)
- Ваграм Рабуни
- Ованес Ерзнкаци Плуз (около 1230—1293)
- Ованес Воротнеци (1315—1386)
- Григор Татеваци (около 1346—1409)

### Право
- Давид Алавкаворди (1070/1080—1140)
- Мхитар Гош (1120—1213)[1]
- Смбат Спарапет (1208—1276)